# Народный трибун
Наро́дный трибу́н (лат. tribunus plebis, plebei или plebi) — одно из важнейших и своеобразных римских учреждений.
По преданию, должность народного (дословно — плебейского) трибуна была учреждена после первой сецессии, то есть после ухода плебеев на Священную гору в 494 году до н. э.: плебсу было позволено выбирать своих магистратов, пользовавшихся неприкосновенностью и правом оказывать притесняемым плебеям поддержку против властей. Неприкосновенность личности и прав трибунов была признана не сразу; плебсу удалось добиться её лишь при помощи революционных средств. 
Плебеи обязались за себя и за своих потомков наказывать смертью всякого, кто оскорбит их избранников или будет препятствовать их действиям, направленным в защиту плебса, и скрепили это решение общей клятвой, откуда и власть трибунов называлась «Sacrosancta potestas», то есть власть, основанная не на законе (legitima), а на религиозном освящении. Убиение виновных в посягательстве против трибунов не считалось преступным, а напротив, обязательным, истекающим из указанной клятвы. Должность народного трибуна просуществовала в течение всего республиканского и императорского периода, за исключением лишь короткого промежутка, когда действовал децемвират. При учреждении последнего трибунат был уничтожен, но после отмены децемвирата вновь восстановлен. 
Будучи сначала предводителями лишь плебса, организованного в особую общину, с особыми собраниями, трибуны не были ещё магистратами римского народа; но по мере того, как росли права плебса, расширялось и значение трибуна. 
Первоначально главной задачей трибунов было оказывать, путём интерцессии, поддержку угнетаемым плебеям против патрицианских магистратов. Чтобы интерцессия была действительной, трибуну надо было лично явиться перед магистратом, действие которого он хотел остановить; вмешательство через посредников или письменное было недействительно. Необходимо было, чтобы трибуны являлись доступными для всех, искавших их защиты; они обязаны были, поэтому, постоянно находиться в городе, не имели права удаляться из дома на целый день, а двери их были открыты всегда, даже и ночью. Так как трибунская защита была тем доступнее, чем больше было трибунов, то число их, первоначально равнявшееся двум, затем пяти, скоро (по Титу Ливию — в 457 году до н. э.) было увеличено до десяти.
Первоначально недостающее число трибунов пополнялось кооптацией; затем закон стал требовать, чтобы трибуны данного года заблаговременно позаботились о выборе своих преемников непременно в полном числе. Для этого созывались трибутные комиции, под председательством одного из трибунов. Если на одном собрании не были избраны все 10 трибунов, назначались дополнительные выборы. За неисполнение этого требования, необходимого для непрерывности действия трибуната, трибунам грозила казнь посредством сожжения. Избирались трибуны исключительно из плебеев, что сохранилось и после уравнения сословий: патриций мог стать трибуном лишь после формального transitio ad plebem (перехода в плебс). По римской традиции, выборы трибунов производились сначала в куриатных комициях, а затем (с 471 года до н. э.) в трибутных. Избирались они на один год и вступали в должность 10 декабря. Не будучи первоначально должностными лицами всего римского народа, трибуны не пользовались и правами, принадлежавшими магистратам: у них не было магистратских инсигний, ни кресла, ни пурпуровой каймы на тоге, ни ликторов. Вместо последних при них состояли служители (viatores, praecones), но без фасций и топоров. Трибуны не имели ни прав ауспиций (auspicia populi Romani), ни империя; власть их первоначально была чисто отрицательная. Она принадлежала во всей полноте каждому отдельному трибуну; каждый из них мог своим «veto» остановить действие магистрата даже в том случае, если все остальные трибуны были бы против него; перевес был всегда на стороне задерживающей, отрицающей власти. Древнейшие права трибунов — право помощи (ius auxilii) и право сноситься с плебсом (ius egendi cum plebe) — зародыш и источник всех дальнейших. Трибуны пользовались правом интерцессии по отношению к действиям магистратов, которым они могли даже воспретить дальнейшее отправление их должности, а также по отношению к частным лицам, но лишь применительно к тем их поступкам, которые носили общественный характер. Трибун не мог, например, запретить частному лицу привлечь к суду другое частное лицо по обвинению в преступлении, не затрагивавшем интересов общины. Гораздо важнее было их право интерцессии против рогаций, вносимых в народные собрания, против состоявшихся уже постановлений этих собраний и против решений сената. Чтобы обеспечить за своими избранниками указанные права и заставить патрицианские власти склоняться перед трибунской интерцессией, плебеям приходилось первоначально прибегать к насильственным действиям, к самосуду. Акты мести против тех, кто не подчинялся трибунской власти, плебс совершал обыкновенно по предложению и приглашению трибунов. Отсюда, вероятно, развилось право трибунов подвергать своей властью штрафам, аресту, в исключительных случаях даже казни, или привлекать к суду народа всех, нарушающих интересы последнего или священные права трибунов. Действию этого «обуздания» (coercitio) со стороны трибунов подлежали даже высшие магистраты (консулы и цензоры), но только не диктаторы summo iure. Благодаря этому праву трибун занял положение высшей власти, контролю которой были подчинены все другие.
Права трибуна могли стать очень опасными, если бы они не встречали ограничения в интерцессии других трибунов и в праве присуждённого к наказанию обратиться к народу в центуриатные или (судя по свойству наложенного взыскания) в трибутные комиции. В дальнейшем развитии многочисленными и очень важными последствиями сопровождалось право трибунов сноситься с народом. Оно давало им возможность созывать собрания плебса, руководить ими, вносить свои предложения и наблюдать за исполнением принятых плебсом решений. Это право оказалось особенно важным потому, что в дальнейшем развитии римского устройства трибутные комиции постепенно достигли в законодательных вопросах уравнения с центуриатными; их решения (plebiscita) стали законами (leges), обязательными для всех граждан. Вместе с этим в руки трибунов перешла законодательная инициатива, на которой и покоится в дальнейшем почти всё значение трибуната. 
Благодаря возвышению трибутных комиций до значения общенародного собрания, изменилось и общее положение трибунов: они стали магистратами римского народа, и притом высшими. Изменилось и их отношение к сенату. Первоначально трибуны не имели прямого отношения к сенату и не пользовались правом заседать в нём. Когда им необходимо было осведомиться о том, что делается в сенате, они садились на скамье, поставленной за дверями залы заседания сената, и только слушали. Теперь они получили доступ в сенат и право говорить в нём, даже созывать его. При новом значении трибуна сам сенат был заинтересован в том, чтобы заранее узнать отношение трибунов к той или другой мере. 
Из защитников отдельных лиц и одного сословия трибуны обратились в избранников народа, блюстителей его интересов, охранителей его прав и достоинства; они стали главным органом прогрессивного демократического законодательства. 
Законодательство сосредоточивается с тех пор главным образом в руках трибунов; важнейшие законы были большей частью leges tribuniciae. Это объясняется прежде всего самой постановкой трибуна: трибуны не были, подобно другим магистратам, завалены массой дел по управлению и поэтому могли сосредоточивать своё внимание на вопросах законодательства и на надзоре за деятельностью других властей. Ротации и политические процессы, в которых трибуны являются представителями интересов народа, поглощают с тех пор большую часть их сил и времени. И тогда, однако, отрицательная власть не потеряла смысла: она была гарантией против злоупотреблений магистратов — злоупотреблений, особенно возможных и опасных вследствие того, что по римским законам во время отправления своей должности магистрат не мог быть привлечён к ответу частным лицом, страдавшим от произвольных и противозаконных действий магистрата. Особенно оживлённую деятельность развивает трибунат в последние полтора века до н. э.
Трибунами были тогда такие замечательные деятели демократической партии, как братья Гракхи, Луций Аппулей Сатурнин, Сульпиций Руф. В силу отрицательного характера трибуната он обращался иногда в орудие других партий. Видя в трибунате главную опору демократии, Сулла, получив диктатуру, решился сломить его значение. Этой цели должен был служить Корнелиев закон 82 года до н. э. Он закрывал лицам, занимавшим должность трибуна, путь к другим магистратурам, отнимал у трибунов право самостоятельной законодательной инициативы, обусловливая её предварительным разрешением сената, и право созывать и вести народные собрания, постановляющие решения (созывать простые сходки, contiones, они могли); у них отнято было также, вероятно, право обвинения перед народом в уголовных процессах и право наложения наказаний. 
В 70 году до н. э., в первое консульство Красса и Помпея Великого, эти ограничения были уничтожены, и трибун вновь занял прежнее положение. Нарождавшийся принципат нашёл в трибунате удобное орудие для проведения своих целей, тем более, что и принципат вырастал на той же демократической почве, на которой вырос и Юлий Цезарь, напр., нашёл себе ценных союзников в народных трибунах Марке Антонии и Курионе. Трибунская власть вошла, как один из важнейших элементов, в состав принципата. Принцепсы дорожили ею, благодаря её священному характеру (sacrosanctitas) и праву veto. Наряду с «трибунской властью» принцепса продолжал существовать в императорский период и трибунат, в прежней форме, но безо всякого значения, так как роль представителей народных интересов и прав взяли на себя императоры, а главное поприще, на котором действовали трибуны — комиции, — вскоре исчезли. Трибунат влачил с тех пор жалкое существование, как один из пережитков старины, лишь в силу привычки; он стал, по выражению Плиния, «пустой тенью и названием без почёта».